# بوكيمون الفلم: فولكانيون والأعجوبة الميكانيكية
بوكيمون الفيلم: فولكانيون والأعجوبة الميكانيكية, و يعرف في اليابيانية باسم بوكيمون الفيلم اكس واي ان زي : فولكينيون و الاعجوبة الالية  (و يكتب باليابانية ポケモン・ザ・ムービーXY&Z ボルケニオンと機巧のマギアナ يعرب الي بوكيتو مونتستا زا موبي إيكوسو وواي أندو زيتو: بوروكينيون إلى كاراكوري نو ماجيانا)  ،هو فيلم مغامرات أنيمي ياباني لعام 2016 ، وهو الفيلم التاسع عشر من سلسلة أفلام بوكيمون التي تنتجها استديوهات OLM و شركة نينتدو وذا بوكيمون كومباني، ويعد الفيلم الثالث والأخير في سلسلة انمي بوكيمون اكس و واي (انمي)  يؤدي النجوم كوستاريكا ماتسوموتو ، إيكوي أوتاني ، مايوكي ماكيغوتشي ، يوكي كاجي ، ماريا ايسي ، ميغومي هاياشيبارا ، شينيتشيرو ميكي ، إينوكو إينوياما، إيشيكاوا سوموجورو يوكا تيرازاكي ، كويتشي يامادرا ، مايو ماتسوكا، و شوكو ناكاجاوا اصوات الشخصيات المختلفة في النسخة اليابانية الاصلية . يركز الفيلم على مستشار ألفا من مملكة أزوث، الذي يسرق «روح القلب» من بوكيمون ماغرينا الاصطناعي وذلك لكسب القوة للسيطرة على القوات الجوية في المملكة. يتحد البوكيمون الاسطوري فولكانيون مع مدرب البوكيمون آش كيتشوم وأصدقائه، بيكاتشو ، سيرينا، شيترون ويوريكا لاستعادة روح ماجيرنا.
تم إصداره الفيلم في اليابان في 16 يوليو 2016. تم إنتاج دبلجة باللغة الإنجليزية من قِبل شركة DuArt Media Services ، ويقوم ببطولته النجوم سارة ناتوشيني، وهافن باشال، ومايكل ليسيو جونيور، وأليسون ليي روزنفيلد، وميشيل كنوتس، وكارتر كاثكارت، ومايك بولوك، وبيلي بوب تومبسون، ورايلي جوزيف، ولوري هايمز لتادية الاصوات في النسخة الإنجليزية . تم عرضه لأول مرة في الولايات المتحدة على قناة ديزني اكس دي في 5 ديسمبر 2016.  وفي المملكة المتحدة على CITV في 19 نوفمبر 2016. 

## قصة الفيلم
أمر المستشار ألفا والأمير رالي من مملكة أزوث بإحضار بوكيمون ماغرينا الاصطناعي إلى المملكة بعد العثور عليه في هضبة نيبل، وهي مكان يسكنه البوكيمون الاسطوري الذي تعرض للإيذاء على أيدي البشر. يحاول البوكيمون الاسطوري فولكينيون استعادة ماغرينا، لكن فرقة ما تحاول الإمساك به اثناء محاولته للدفاع عن نفسه يصاب ويسقط في الغابة حيث يخيم ساتوشي وأصدقاؤه بيكاتشو و شيترون ويوريكا و سيرينا . فولكينيون يقترب نحو ساتوشي عن كثب وعندما يتعافى ساتوشي يري بان هناك فريق ما اخر يريد ان يمسكوا به. يكتشف شيترون بان هذه الفرق عباراة عن عصابات التي تصدر قوة كهرومغناطيسية بربط ساتوشي بفولكانيون بشئ ما يشبه السلسلة. فولكانيون ينجح بالهرب، يقوم بسحب ساتوشي معه.
يسترد ساتوشي وفولكانيون البوكيمون ماغرينا من مملكة أزوث. يعودون برفقة كل من سيرينا وشيترون و يوريكا، حيث فتنتهم شكل ماجرينا الرائع حاولوا بشتئ الطرق الممكنة فك السلسلة التي تربط ساتوشي وفولكانيون دون أي جدوي . على مضض، يسمح فولكانيون للاصدقاء ساتوشي بمرافقته هو ماجرينا إلى منزلهما في هضبة نيبل . في الطريق، يتعرضون للهجوم من قبل فريق الصاروخ، الذي تم تعيينه من قبل المستشار ألفا لاستعادة البوكيمون ماجرينا، ولكن تمكن الاصدقاء الاربعة برفقة بوكيموناتهم من هزمهم والتخلص منهم بمساعدة من شقيقة رالي، الأميرة كيميا. أثناء إقامتهم في هضبة نيبل كان لكل من شيترون والاميرة كيميا بوكيمونان لديهما قوي لكسر الأشرطة الكهرومغناطيسية. أخيرًا، يطلب فولكانيون من البشر المغادرة، لكنهم يرفضون.
في اليوم التالي، هاجم المستشار ألفا وأتباعه واستعادوا ماجرينا. و بالفعل يقوم المستشار الفا بنزع «روح القلب»من لماغرينا، وذلك لانه يخطط لاستخدامه لتفعيل آلية في قلعة أزوث التي تحولها إلى قلعة طائرة . يحاول الأمير رالي أن يمنعه، لكنه يسقط فاقداَ الوعي. أثناء بدء القلعة في الإقلاع نحو السماء، يقوم ساتوشي وبيكاتشو باقتحام القلعة مع فولكانيون والاميرة كيميا والبوكيمون غيكوكجا، ولكن تتم محاصرتهم من قبل المستشار ألفا واتباعه، يحاول المستشار الفا تحطيم روح ماغرينا بإطلاق النار على هضبة نيبل ومع ذلك، فإن البوكيمون المقيم يصد الهجوم بمساعدة من البوكيمون سكويشي حارس الزي واي . فولكانيون يحرر نفسه ومن ثم يفك كل من ساتوشي والاميرة كيميا، والبوكيمونات الخاصة بهم . يضع المستشار ألفا الحصن الطائر على مسار تصادمي مع الهضبة ويحاول الهرب باستخدام حزام الطيران، ولكن البوكميمون سيرانيت تعطلها، مما تسبب له في السقوط. يعيد ساتوشي روح القلب إلى ماجرينا، لكن روحها قد ذهبت. لمنع القلعة من الاصطدام علي الهضبة، يستخدم فولكانيون قواه لتدمير القلعة بنفسه وهو في وسط الانفجار. في وقت لاحق، في هضبة نيبل، تستعيد ماجرينا روحها عندما يظهر فولكانيون بعد أن نجا من الحادث لينتهي الفيلم علي المشهد السعادة الغامرة .

## فريق التمثيل
| اسم الشخصية | ممثل الصوت (ياباني) | ممثل الصوت (انجليزي) |
| ----------- | ------------------- | -------------------- |
| اش كيتشوم   | ريكا ماتسوموتو      | سارة ناتوشيني        |
| بيكاتشو     | ايكوي اوتاني        | ايكوي اوتاني         |
| سيرينا      | مايوكي ماكيجوتشي    | هافن باشال           |
| شيترون      | يوكي كاجي           | مايكل ليسيو الابن    |
| يوريكا      | ماريا ايسي          | أليسون لي روزنفيلد   |
| موساشي      | ميجومي هاياشيبارا   | ميشيل نوتيز          |
| كوغيرو      | شين إيشيرو ميكي     | كارتر كاتكارت        |
| نيراث       | اينوكو اينوياما     | كارتر كاتكارت        |
| الراوي      | أونشو إيشيزوكا      | رودجر بارسونز        |

شخصيات اضافية:
- فولكانيون هو من نوع البوكيمون الرماد Steam Pokémon ، الذي يراقب هضبة نيبل عن كثب وهو لا يثق في البشر. يؤدي صوته سوميجورو إيتشيكاوا باللغة اليابانية ومايك بولوك باللغة الإنجليزية.
- ماغرينا هو بوكيمون اصطناعي تم إنشاؤه في مملكة ازوث، حيث هرب لمنع إساءة استخدام قواه. إنه أفضل صديق للبوكيمون الاطوري فولكانيون. يؤدي صوته يوكا تيراساكي باللغة اليابانية والإنجليزية .
- ألفا هو مستشار سادي من مملكة أزوث والخصم الرئيسي، الذي يرغب في الحصول علي قوة «روح القلب» ماغرينا من أجل غاياته الخاصة. بوكيمونه الرئيسي هو شيني جينجار . قام بتادية صوته كويتشي ياماديرا باللغة اليابانية وبيلي بوب تومسون باللغة الإنجليزية. في المقطع الدعائي الإنجليزي شون شيميل .
- كيميا هي أميرة مملكة أزوث، التي تفضل أن تنظر إلى الأمام وليس وراءها. إنها ماهرة بالتعامل مع مجموعة متنوعة من الآلات. يتم مساعدتها من قبل البوكيمون سيرانيت متناوبة اللون والتي يمكنها ان تتصل الي التطور الاقصي . تؤدي صوتها مايو ماتسوكا باللغة اليابانية ورايلي جوزيف باللغة الإنجليزية.
- رالي هو أمير مملكة أزوث وشقيق كيميا الأصغر. إنه صديق وحسن النية. إنه ساذج بسبب تعلقه بالتاريخ. ويرافقه البوكيمون سولرباف يقوم بتادية صوته شوكو ناكاغاوا باللغة اليابانية (التي احتفلت أيضًا بالذكرى العاشرة لتأديتها الاصوات المهتلفة في سلسلة الأفلام والانمي) ولوري هايمز باللغة الإنجليزية.
- نيكولا هو عالم في مملكة أزوث في نصف الألفية الماضية هو الذي صنع البوكيمون ماغرينا. هو جد كل ممن الاميرة كيميا والامير رالي. قام بتأدية صوته توموميشي نيشيمورا باللغة اليابانية وسكوتي راي باللغة الإنجليزية.
- ليفي وشيري هما تابعا الفا الوفين الذين يقودون جيش البوكيمونات المطور الاقصي ميجا إيفولفيد.
- فلامل هو مساعد الاميرة كيميا الشخصي.

## الإنتاج
تم الكشف عن الإعلان التشويقي الفيلم لأول مرة بعد عرض فيلم بوكيمون الفيلم : هوبا وصراع العصور في اليابان. تم الكشف عن عنوانه المؤقت وبوكيمون المميز في وقت لاحق في عدد يناير من مجلة CoroCoro Comic في 15 ديسمبر 2015. كان يحمل عنوان مؤقت بوكيمون الفيلم XY&Z. في إصدار مارس 2016 من CoroCoro Comic ، تم الكشف عن الجيل السابع من البوكيمون ماغرينا وإعلانه كأحد نجومه الآخرين.  كجزء من العروض الترويجية للفيلم، استضافت شركة ذا بوكيمون كومباني انتخابات عامة للجماهير للتصويت على أي من البوكيمونات الـ 720 هي البوكيمون المفضلة لديهم، والتي استمرت من 16 أبريل 2016 إلى 8 مايو 2016. 

## موسيقى
الأغنية النهائية للفيلم بعنوان "Post ni koe o nageirete" (ポストに声を投げ入れて Posuto ni koe o nageirete، lit. Mailing out My Voice) 入れて ) غناء المغنية يوكي كوراموتشي .  

## شباك التذاكر
احتل هذا الفيلم المرتبة الرابعة على شباك التذاكر الياباني الذي بلغ إجماليه 323,901,600 مليون ين ياباني (3.09 مليون دولار) في أول أسبوع له على 366 شاشة مع حوالي 289971 تذكرةً. في اليوم الثالث من إطلاقه (يوم البحرية) ، حقق إجمالي مجموعه 475,547,600 مليون ين ياباني (4.6 مليون دولار) بإجمالي 430,977 تذكرة. حقق هذا الفيلم ثاني أقل عطلة نهاية أسبوع في سلسلة افلام البوكيمون . حقق الفيلم ارباحاً بإجمالي ¥2٫15 مليار ين في اليابان. 
وحقق الفيلم خارج اليابان ارباح بقيمة 3,857,383 دولارًا في الصين،  و في كوريا الجنوبية ₩2,148,082,300 مليار وان كوري جنوبي ( ₩2,148,082,300 في كوريا الجنوبية الذي يساوي حوالي 1,851 مليون دولار و 1.26 مليون دولار هونج كونج الذي يساوي تقريباً 162 الف دولار،  و صلت اجمالي الارباح في الخارج حوالي 5,871,077 دولار أمريكي.

## روابط خارجية
- مقالات تستعمل روابط فنية بلا صلة مع ويكي بيانات
- موقع الفيلم الياباني
- موقع الفيلم Pokemon.co.jp
- موقع الفيلم  في قاعدة بيانات الأفلام على الإنترنت (بالإنجليزية)
- بوكيمون الفلم: فولكانيون والأعجوبة الميكانيكية  في شبكة أخبار الأنمي